# Pavel Badea
Pavel Badea (Craiova, 10 giugno 1967) è un ex calciatore rumeno.

## Carriera

### Calciatore
Badea ha debuttato nel campionato romeno con l'Universitatea Craiova nel 1984. Nella stagione 1985-86 è già un punto fisso per la prima squadra dove accumula 24 presenze e un gol, ma è dalla stagione seguente che comincia a farsi notare anche come centrocampista con il vizio del gol segnando 4 reti, reti che nella stagione 1987-88 diventeranno 9. Nelle stagioni seguenti continuerà a farsi vedere spesso in zona gol fino ad arrivare al personale record di 10 gol in 31 partite nel campionato 1990-91, gol che aiuteranno la sua squadra, l'Universitatea Craiova, a vincere il campionato.
Dopo 8 anni a Craiova ha lasciato la Romania per andare in Svizzera al Losanna, che lo aveva notato per le sue caratteristiche di centrocampista offensivo.
Anche in Svizzera non perde la vena realizzativa segnando 12 reti in tre stagioni (il record saranno le 7 marcature nel 1994-95, sua ultima stagione in Svizzera.
Infatti nell'estate 1995 decide di ritornare a casa a Craiova, ma dopo 19 presenze e 4 gol nel gennaio 1996 decide di provare l'avventura in Asia con i coreani del Bluewings, risultando uno dei primi calciatori rumeni in quel campionato. In Corea del Sud resterà per 2 stagioni e mezzo.
Nel 1998 poi ha deciso di trasferirsi nella J. League giapponese, primo calciatore rumeno a farlo, firmando per il Bellmare Hiratsuka. Dopo una sola stagione al Bellmare passa nel Kashiwa Reysol e poi, sempre dopo un anno, all'Avispa Fukuoka.
Ma la retrocessione dell'Avispa lo fa tornare a Craiova, ma non nell'Universitatea bensì nell'Extensiv Craiova, squadra di Divizia B.
In Divizia B realizza 6 gol in 16 presenze e per questo per la stagione successiva, 2002-03, viene richiamato in Divizia A dall'Universitatea, giocando 26 partite condite da 4 gol. La stagione 2003-04 sarà la sua ultima da professionista, la sua ultima partita la gioca il 30 maggio 2004 contro la Steaua Bucarest.

### Nazionale
Badea ha collezionato 9 presenze nella Nazionale romena segnando 2 gol.

### Allenatore
Appese le scarpette al chiodo Pavel Badea decide di diventare allenatore ma per ora la sua unica esperienza è proprio nell'ultima stagione da professionista quando guida ad interim proprio l'Universitatea tra la nona e la quindicesima giornata..

## Statistiche

### Cronologia presenze e reti in Nazionale
| Cronologia completa delle presenze e delle reti in nazionale ― Romania | Cronologia completa delle presenze e delle reti in nazionale ― Romania | Cronologia completa delle presenze e delle reti in nazionale ― Romania | Cronologia completa delle presenze e delle reti in nazionale ― Romania | Cronologia completa delle presenze e delle reti in nazionale ― Romania | Cronologia completa delle presenze e delle reti in nazionale ― Romania | Cronologia completa delle presenze e delle reti in nazionale ― Romania | Cronologia completa delle presenze e delle reti in nazionale ― Romania |
| Data                                                                   | Città                                                                  | In casa                                                                | Risultato                                                              | Ospiti                                                                 | Competizione                                                           | Reti                                                                   | Note                                                                   |
| ---------------------------------------------------------------------- | ---------------------------------------------------------------------- | ---------------------------------------------------------------------- | ---------------------------------------------------------------------- | ---------------------------------------------------------------------- | ---------------------------------------------------------------------- | ---------------------------------------------------------------------- | ---------------------------------------------------------------------- |
| 29/08/1990                                                             | Mosca                                                                  | Unione Sovietica                                                       | 1 – 2                                                                  | Romania                                                                | Amichevole                                                             | -                                                                      |                                                                        |
| 26/09/1990                                                             | Bucarest                                                               | Romania                                                                | 2 – 1                                                                  | Polonia                                                                | Amichevole                                                             | -                                                                      |                                                                        |
| 05/12/1990                                                             | Bucarest                                                               | Romania                                                                | 6 – 0                                                                  | San Marino                                                             | Qual. Euro 1992                                                        | 1                                                                      |                                                                        |
| 27/03/1991                                                             | Serravalle\|Serravalle (San Marino)\|Serravalle                        | San Marino                                                             | 1 – 3                                                                  | Romania                                                                | Qual. Euro 1992                                                        | -                                                                      |                                                                        |
| 17/04/1991                                                             | Cáceres                                                                | Spagna                                                                 | 0 – 2                                                                  | Romania                                                                | Amichevole                                                             | -                                                                      |                                                                        |
| 23/05/1991                                                             | Oslo                                                                   | Norvegia                                                               | 1 – 0                                                                  | Romania                                                                | Amichevole                                                             | -                                                                      |                                                                        |
| 28/08/1991                                                             | Brașov                                                                 | Romania                                                                | 0 – 2                                                                  | Stati Uniti                                                            | Amichevole                                                             | -                                                                      |                                                                        |
| 08/04/1992                                                             | Bucarest                                                               | Romania                                                                | 2 – 0                                                                  | Lettonia                                                               | Amichevole                                                             | 1                                                                      |                                                                        |
| 14/10/1992                                                             | Bruxelles                                                              | Belgio                                                                 | 1 – 0                                                                  | Romania                                                                | Qual. Mondiali 1994                                                    | -                                                                      |                                                                        |
| Totale                                                                 |                                                                        | Presenze                                                               | 9                                                                      |                                                                        | Reti                                                                   | 2                                                                      |                                                                        |

## Palmarès

### Calciatore

#### Competizioni nazionali
- Campionato rumeno: 1

Universitatea Craiova: 1991
- Coppa di Romania: 1

Universitatea Craiova: 1990-1991
- Campionato sudcoreano: 1

Suwon Bluewings: 1998
- Coppa Yamazaki Nabisco: 1

Kashiwa Reysol: 1999